# Eudistoma elongatum
Eudistoma elongatum är en sjöpungsart som först beskrevs av William Abbott Herdman 1886.  Eudistoma elongatum ingår i släktet Eudistoma och familjen Polycitoridae. Inga underarter finns listade i Catalogue of Life.